# Forte Records
Forte Records war ein international erfolgreiches deutsches Independent-Label mit Sitz in Köln. Das Label wurde 1998 vom deutschen Musiker und Produzenten Christian Morgenstern gegründet, nachdem er sich von seinem bisherigen Label Kanzleramt Records getrennt hatte. In den fünf Jahren seines Bestehens wurden die Katalognummern 1 bis 28 mit Musikproduktionen, Multimediaprojekten und Filmen veröffentlicht. Mit dem frühzeitigen Tod Christian Morgensterns wurde die Arbeit des Labels im Sommer 2003 eingestellt.

## Künstler
- Christian Morgenstern
- Codec & Flexor
- Ural 13 Diktators
- Dr. Shingo
- Matthew Mercer
- Solar